# Courbevoie
Courbevoie er en fransk kommune i departementet Hauts-de-Seine i de østlige forstæder til Paris på Seinens venstre bred.